# Conflit constitutionnel prussien
Le conflit constitutionnel prussien (en allemand : Preußischer Verfassungskonflikt) est un conflit politique ayant opposé, entre 1859 et 1866, le roi Guillaume Ier de Prusse aux Libéraux du Parlement prussien à propos d’une réforme de l’Armée.
Après avoir failli aboutir à l’abdication de Guillaume Ier en 1862, le conflit permet finalement un renforcement du pouvoir des Hohenzollern et l’arrivée d'Otto von Bismarck à la tête du gouvernement prussien.
Bismarck en 1862, trouve une manière de contourner le problème en utilisant la Lückentheorie (théorie de lacune). En effet, la constitution ne prévoit pas le cas où le cabinet ministériel se retrouve en désaccord avec le parlement. C'est alors au roi de trancher, selon cette théorie. Le conflit se termine en 1866/67 quand les national-libéraux fondent un nouveau parti et acceptent les lois sur les indemnités allemandes de Bismarck.

## Réforme de l'armée prussienne

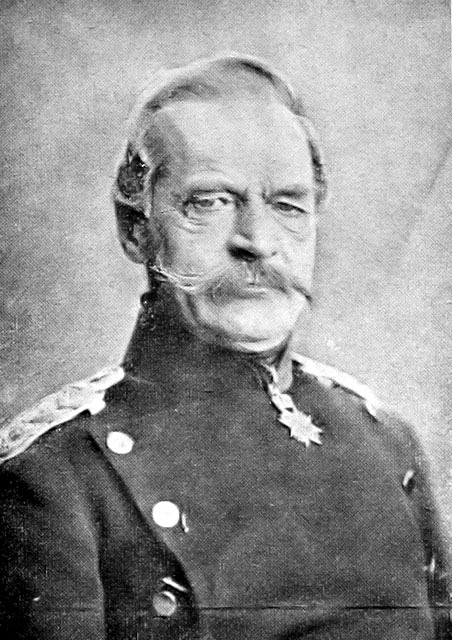
Albrecht von Roon, ministre de la guerre prussien

En arrière-plan du conflit constitutionnel se trouve le projet de réorganisation de l'armée prussienne.
Guillaume Ier et son ministre de la guerre Albrecht von Roon ont préparé en 1860 un plan de réorganisation jugé nécessaire. En effet, l'armée prussienne n'a pas grandi depuis 1815, alors que la population du pays est passée de 11 millions d'habitants à 18. Alors qu'en 1820 la Prusse n'a que 40 000 soldats de moins que la France, en 1858 la différence approche les 200 000 hommes. Le service militaire dure en pratique 2 ans au lieu de 3, et deux tiers de ceux qui devraient le faire en sont exemptés.
Le plan prévoit de passer de 40 000 engagés par an à 65 000, ce qui représente environ un tiers des appelés. 39 régiments d'infanterie et 10 de cavalerie devaient de plus être créés. L'armée devait ainsi passer de 150 000 à 220 000 hommes. Le service militaire doit retrouver en pratique sa longueur officiellement de 3 ans.
Cette réforme doit également améliorer la formation et la discipline des troupes. Le roi voulait de plus faire passer la Prusse d'une armée de conscrits à une quasi-armée de métier. La première appelée Landwehr n'était plus adaptée aux exigences de son temps. Le but était non seulement de faire retrouver à l'armée prussienne sa puissance passée, mais également de renforcer la position du roi, fragilisée par la révolution de Mars 1848.
La chambre des représentants de Prusse, qui de par sa compétence en matière budgétaire, a aussi le pouvoir sur le plan militaire, veut limiter le service militaire à deux ans, compenser les lacunes de la Landwehr et ainsi faire passer la facture de la réforme de 9,5 à 2 millions de Taler pour le budget annuel. Le premier point de désaccord est le plus critique, les libéraux considérant que la réduction de sa durée serait une juste compensation pour les efforts budgétaires consentis et voulant maintenir un certain équilibre entre armée et société civile.
Alors que les libéraux espèrent trouver un compromis, le différend s'envenime. Le roi exerce de plus en plus son pouvoir de décision exclusif sur l'armée. La question devient de savoir s'il s'agit de l'armée du roi ou de celle du parlement.
Cependant, cette même chambre débloque la première année 9 millions de Taler à titre provisoire pour la réforme.
Le conflit atteint des sommets entre le début de 1861 et septembre 1862.  Peu avant les élections de décembre 1861, une partie du parti libéral fait scission et devient le parti progressiste prussien. Les membres de ce nouveau parti se prononcent pour la réduction de la durée du service militaire et le maintien de la Landwehr. Ils sont également favorables à une évolution de la répartition des pouvoirs en Prusse en faveur du parlement. Pour avoir un meilleur accès aux détails de la réforme de l'armée, ils font une requête concernant  les détails du projet de loi des finances. Aux élections de décembre 1861, le parti obtient 109 sièges, à comparer aux 14 sièges des conservateurs. Ce faisant, au lieu d'affaiblir le roi comme voulu, ils parviennent seulement à obtenir la démission du gouvernement libéral de la Neue Ära le 14 mars 1862, le roi ayant dissous l'assemblée 3 jours auparavant.
Le parti progressiste se renforce encore lors de ces nouvelles élections, ils ont maintenant 133 mandats. Avec les libéraux de gauche, ils représentent les deux tiers des sièges de la chambre des représentants. Celle-ci présente au ministre-président Adolf zu Hohenlohe-Ingelfingen un projet de budget qui rejette la hausse des impôts prévue. La hausse des impôts de base et la prospérité de l'époque devaient permettre d'assurer une hausse des recettes de l'État. De plus, la chambre dépose un projet de loi concernant le service militaire. Le conflit devient budgétaire, les libéraux pensant que le gouvernement ne peut travailler sans budget.
Dans les années qui suivent le roi se voit attribuer 5 millions supplémentaires pour la réforme, toujours à titre provisoire.
Le parti progressiste demande non seulement la limitation du service militaire à 2 ans, mais également la dissolution de tous les régiments créés par la toute récente réforme de l'armée. Une proposition de compromis du ministre de la guerre von Roon, avec deux ans de service militaire d'un côté et la création de 20 soldats de métiers par compagnies financés par un nouvel impôt, est rejetée à la fois par le roi et la chambre des députés. Cette dernière refuse également de débloquer 6 millions de Taler pour le renforcement de l'armée pour l'année 1862.
Guillaume Ier veut, grâce à cette réforme, renforcer son pouvoir et celui de la noblesse qui forme la majorité du corps des officiers. De son côté, le parlement veut grâce au blocage budgétaire élargir ses pouvoirs et faire de l'armée de conscrits la colonne vertébrale de l'armée prussienne. Pour ce faire le parti progressiste est prêt à tout, même à refuser d'obéir aux ordres de l'État et de l'armée.
Ce conflit constitutionnel est en grande partie ignoré de l'opinion publique.

## Bismarck et la Lückentheorie

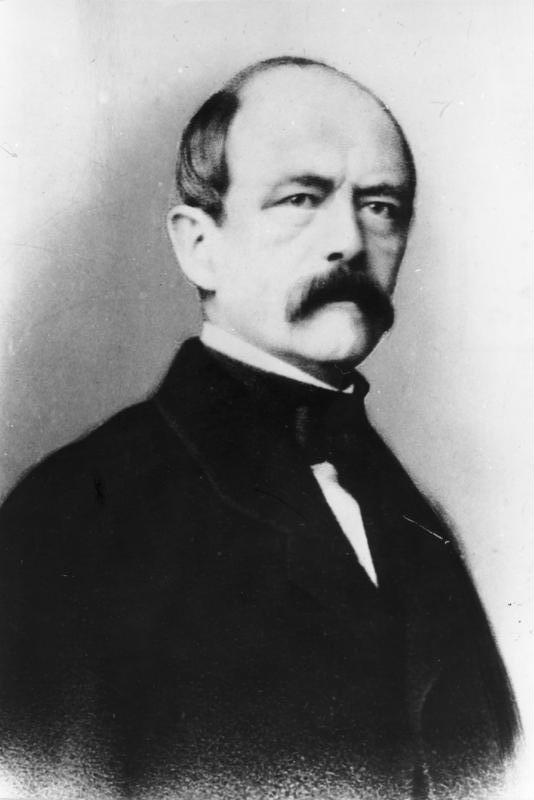
Otto von Bismarck, ministre-président à partir de 1862

Un compromis semblant impossible, Guillaume Ier prépare son abdication au profit de son fils Frédéric Guillaume. Roon recommande au roi de nommer Otto von Bismarck, alors diplomate à Paris, au poste de ministre-président. Le roi suit le conseil le 22 septembre 1862, avec réticence certes, et nomme également Bismarck au poste de ministre des affaires étrangères.
Bismarck commence par tenter de régler le conflit par la négociation. Il propose aux libéraux 3 postes de ministres. Il espère réussir à convaincre le roi d'accepter un service militaire de 2 ans également. Toutefois les libéraux refusent.
Il veut renforcer le pouvoir du roi et refuse de se plier aux exigences du parlement. Il résout le conflit en se posant la question suivante:« Comment doit se trancher un tel conflit constitutionnel entre le parlement et le roi? ». La Constitution prussienne n'y apportant pas de réponse, Bismarck considère qu'il s'agit d'une lacune dans la Constitution. Or dans ce cas, le droit constitutionnel donne la décision à celui qui détient le pouvoir, qui peut l'imposer grâce aux militaires notamment, c'est-à-dire au roi. Ce raisonnement est resté dans l'histoire sous le terme de « Lückentheorie ». Bismarck force ainsi le parlement à obéir.
La chambre des députés de son côté continue de surestimer sa puissance, notamment en matière constitutionnelle. Elle ne possède en effet dans les textes aucune mainmise sur le budget. D'après l'article 62, paragraphe 1 de la Constitution prussienne, l'autorité sur le sujet revient conjointement au roi, à la première et à la seconde chambre du parlement. La chambre des députés n'est donc qu'un des trois organes chargés du budget, elle n'a aucune supériorité sur les autres et est forcée de négocier avec les autres organes en cas de désaccord. La chambre se sent blessée par cet état de fait, et se retrouve bloquée, non seulement sur la question du budget militaire mais également dans sa lutte contre la réforme en général.
De plus à l'époque aucun tribunal constitutionnel n'existe pour régler de tel conflit. S'il y en avait eu un, il aurait surement obligé les partis à la négociation. De plus il aurait pu faire remarquer que la réforme de l'armée avait commencé déjà depuis 2 ans et que la chambre des députés avait accordé les fonds deux fois consécutivement. Le fait que ces fonds soient accordés à titre provisoire n'aurait sûrement pas eu beaucoup d'influence sur la décision, les fonds ne pouvant d'aucune manière être récupérés, cette réserve était de toute manière vide de sens.
La réforme étant entrée de facto en application, le blocage soudain des fonds aurait obligé la dissolution des régiments nouvellement créés. Les moyens alloués jusqu'alors aurait donc été déboursés pour rien. Dans l'hypothèse où un tribunal constitutionnel aurait existé, on peut pour cette raison aussi penser qu'il aurait refusé de soutenir le parlement. On se serait probablement, pour des raisons différentes de celle de la Lückentheorie certes, retrouvé dans la même situation que celle à laquelle Bismarck est parvenu.
Par contre, la chambre aurait sûrement pu programmer la fin de la réforme en retirant petit à petit les fonds lui étant alloués.

## Gouvernement sans budget
Le 30 septembre 1862, Bismarck prononce son célèbre discours du fer et du sang et y déclare qu'il est prêt à gouverner sans budget. Il y oppose la raison d'État et les intérêts concrets au Droit et aux normes.
Bismarck, après le refus de voter le budget militaire des progressistes, gouverne en s'appuyant sur les libéraux sans budget valable. Il met en application la réforme de l'armée et se concentre sur la politique étrangère, voulant tourner la page. de son point de vue : « Les grandes questions de notre temps ne se décideront pas par des discours et des votes à la majorité, mais par le fer et le sang »,. Aux élections de 1863, les libéraux obtiennent deux tiers des voix. Ils ne cherchent pas à imposer un nouveau gouvernement, sachant qu'il leur manque du soutien populaire, mais décident au contraire de coopérer avec celui existant, par exemple sur la question de la politique économique.
De leur côté les libéraux restent dans la légalité la plus parfaite. Ils continuent à siéger, à négocier et n'en appellent pas aux masses ne voulant pas de révolution. Bismarck, quant à lui, refuse les tentations absolutistes et ne tente pas de réviser la constitution.
À cause de sa politique d'apparence monarchiste absolue et de sa politique répressive les intellectuels tournent le dos à Bismarck. On ne tient pas compte du fait qu'il ait dans un premier temps cherché le compromis avec le parti progressiste. Bismarck doit alors mener des centaines de procès en diffamation. Certes il obtient presque toujours gain de cause, mais le faible montant des amendes ne dissuade pas les diffamateurs. Les magistrats diminuent souvent l'amende à 10 Taler sous prétexte que le ministre-président en ayant agi de manière contraire à l'esprit des lois s'est mis à la merci des polémiques.
Les diffamations cessent dans la presse après que, sur le modèle français, le décret du 1er juin 1863 ait été pris menaçant les journaux de fermeture si après second avertissement ils persistent à répandre ce genre de propos soit dans des articles ciblés ou même dans le ton général de leur journal. Les journaux d'opposition reportent alors leurs critiques sur le gouvernement.
Bismarck commence à cette époque sa politique d'unification de l'Allemagne par le haut (grâce à la politique et non grâce aux révolutions populaires), renforcé dans sa politique par une armée modernisée et renforcée. Ces efforts ont également pour but de séduire les libéraux, pour qui l'unification est plus importante que la liberté ou la démocratie.

## Loi sur les indemnités et Septennat

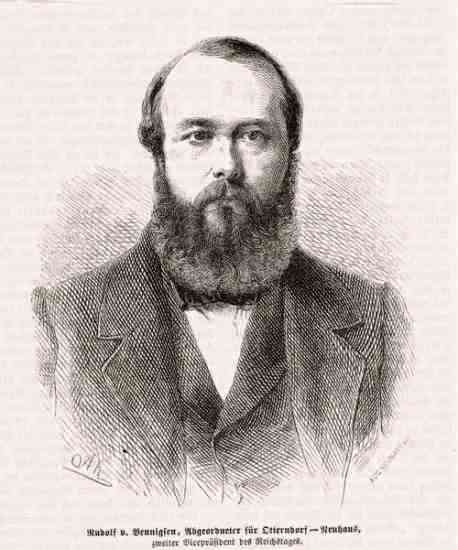
Rudolf von Bennigsen, homme politique national-libéral ayant donné son accord pour la loi des indemnités

Bismarck met un terme au conflit constitutionnel prussien quand, le 5 août 1866, après la victoire sur le Danemark en 1864 et sur l'Autriche en 1866, il propose la réconciliation aux libéraux. Il est en effet convaincu que sur le long terme il est impossible de résister à l'évolution de la société. Il cherche à affirmer sa position en obtenant le soutien à la fois des conservateurs et des libéraux pour son gouvernement. Par ailleurs, le fait de gouverner dans l'illégalité ne peut durer éternellement. Par la loi des indemnités, le parlement doit légitimer les budgets des années précédentes. En échange de quoi Bismarck a fait un grand pas vers l'unification de l'Allemagne, et reconnaît la souveraineté du parlement sur les questions de budget. La loi est votée le 3 septembre 1866 avec 230 voix pour et 75 contre. 
À la suite de cette décision, des membres du parti progressiste firent scission et créèrent le parti national-libéral. Ce nouveau parti soutient Bismarck dans sa politique nationale, alors que le parti progressiste reste fermement du côté de l'opposition considérant la manœuvre de Bismarck comme machiavélique, voyant dans l'acceptation de cette loi une humiliation par rapport à leur long combat. Cette scission des libéraux est une victoire pour le chancelier qui voit leur pouvoir réduit. Les conservateurs se divisent également, ces concessions aux libéraux alors que la Prusse vient de gagner une guerre n'étant pas au goût de tous. Les partisans de Bismarck forment le parti conservateur libre tandis que les altkonservativen, les vieux conservateurs, forment en 1876 le  parti conservateur allemand.
Comme Bismarck est désormais obligé de faire valider ses budgets devant le parlement, de nouveaux conflits semblables se déclenchèrent de nouveau. Pour éviter ce genre de problème, le ministre-président propose en 1866 le septennat, c'est-à-dire que les questions relatives à l'armée ne passent plus devant le parlement que tous les sept ans. Ce septennat est abandonné par les libéraux et les conservateurs en 1867. Une dissolution a en effet provoqué de nouvelles élections.